# Lucska (Rozsnyói járás)
Lucska (szlovákul: Lúčka) község Szlovákiában, a Kassai kerület Rozsnyói járásában.

## Fekvése
A Szlovák Köztársaság Kelet-Szlovákiai Kerületében, a Rozsnyói járás legkeletibb csücskében, Rozsnyótól 19 kilométerre található. A Csermosnya-patak völgyében, a Szlovák Karszt déli határ-területén – ahol a szűk barkai völgy hirtelen kitárul és egyedi szépségének teljes pompájával bűvöli el a Szádelői völgy irányába tartó utazót – fekszik egy mészkőteraszon Lucska falva.
Ebben a völgyben még nincsen ipari létesítmény. Levegője – úgymond – vegytiszta. Csendje is zavartalan.A falu patak menti építkezés során jött létre „d” betűt formáló alakzatban. A tiszta levegőjű, csendes kis falu közepén csörgedező, aránylag melegvizű források által duzzasztott patakocska mentének két partján a népi építészet számos remekműve áll.
A faluban eredő sok-sok, bő hozamú forrás vizét favályúkban fogják fel, s ezekből túlcsordulva ereződnek össze egy zúgókon tovafutó patakocskává, mely csobogásával végigvidámítja az egész falut. A falu emblémájának is tekinthetők azok a köpűk – göcsörtös tölgyek kivájt belű gyűrűi –, amelyek régebbi példányait még nagyapáink nagyapjai borították a Felvégben bugyogó források fölé, hogy ezzel gyűjtsék formába a kristálytiszta vizet.

## Története
A falu régi településnek számít. Egyes források Árpád-korinak mondják, bár a fellelhető írásos emlékek 1406-ban tesznek róla említést, mint a tornai váruradalom tartozékáról, amelyet Zsigmond király adományozott Benes Pálnak.
A falu már a 13. században létezett, ekkor épült első temploma is, melynek maradványai ma is láthatók. Írott források 1406-ban „Luchka" néven említik először, amikor Luxemburgi Zsigmond Besenyő Pálnak adta. Addig Torna várának uradalmához tartozott. A faluban már a középkortól jelentős vastermelés folyt.
A 18. század végén Vályi András így ír róla: „LUCSKA. Magyar falu Torna Várm. földes Ura G. Keglevics Uraság, lakosai külömbfélék, fekszik Barkához nem meszsze, és annak filiája, határja középszerű, mint vagyonnyai."
1828-ban 69 háza és 574 lakosa volt. A községben nagyobb vasgyár üzemelt, amelyet a XX. század elején bontottak le. Az ezernyolcszázas évek első felében, a már akkor is kincsnek számító vasércre felfigyelt a vidék tulajdonosa, az Andrássyak egyik őse, majd ott helyben (a Masa nevezetű határrészben) vasöntődét építtetett, melyhez betanult szakembereket hozatott Erdélyből. A részben helyben kibányászott vaskő megolvasztására faszenet használtak, melyet a közeli erdőkben égettek. Nagyolvasztója 1853-ban épült. A kohó történetével kapcsolatban a lucskaiak büszkén emlegetik, hogy annak idején az itt előállított jó minőségű nyersvasból készítették a közeli Dernő öntödéjében (amelyet lovas fogatokkal szállítottak oda) a Budapesti Lánchíd korlátvasait is. Lakói ennek megfelelően főként bányászattal, kohászattal foglalkoztak.
Fényes Elek geográfiai szótórában: „Lucska, magyar falu, Torna vmegyében, Barka és Kovácsvágás közt: 406 kath., 174 ref., 5 zsidó lak. Hegyes, kősziklás határ. Vashámorok. Nagy erdő. Malom a Csermoszlya patakán. F. u. gr. Keglevich. Ut. posta Rosnyó."
Borovszky monográfiasorozatának Gömör-Kishont vármegyét tárgyaló része szerint: „Lucska, a Csermosnya patak mellett fekvő magyar kisközség, 66 házzal és 439 róm. kath. vallású lakossal. Földesurai a Gyulay, azután a gróf Keglevich és később a gróf Zichy Ferraris családok. A községben nagyobb vasgyár van, melyet most a Ganz-féle czég bérel. A közeli Szépkő nevű hegyen hajdan állitólag vár volt, melynek azonban ma már nyomai sem látszanak. Az Álomkút és a Görgey völgy nevű dűlői szintén valamely jelentőséggel látszanak bírni. Az 1873-iki kolera a lakosok nagy részét kipusztította és ugyanez évben a fél falu is leégett, 1879-ben pedig az árvíz okozott nagy károkat. Katholikus temploma Árpád-kori építmény. A községnek Dernőn van a postahivatala, Krasznahorkaváralján a távírója és Rozsnyón a vasúti állomása."
1920-ig Gömör-Kishont vármegye Rozsnyói járásához tartozott. 1938 és 1945 között újra Magyarország része.

## Népessége
| Év:            | 1994. | 2004.    | 2014.    | 2024.   |
| -------------- | ----- | -------- | -------- | ------- |
| Emberek száma: | 236   | 211      | 183      | 175     |
| Eltérés:       |       | -10,59 % | -13,27 % | -4,37 % |

| Év:            | 2023. | 2024.   |
| -------------- | ----- | ------- |
| Emberek száma: | 172   | 175     |
| Eltérés:       |       | +1,74 % |

1910-ben 406-an, túlnyomórészt magyarok lakták.
2001-ben 219 lakosából 192 magyar és 21 szlovák.
2011-ben 192 lakosából 161 magyar és 29 szlovák.

## Nevezetességei
- A katolikus templom 1926-ban épült egyhajós, beépített toronnyal. A templom 1926 tavaszára készült el egy Szilvásy nevezetű rozsnyói építész tervei alapján, és 1927 május 8-án lett felszentelve.
- A református templom 1928-ban lett befejezve hagyományos klasszicista stílusban.
- A telkek kerti részeit még ma is sok helyen „kőrakásokkal” választják el egymástól. A tagosítást követő időszakban az ugar megművelése során a talajból kiforgatott tengernyi kő célszerű felhasználásának egyik ötletes formája volt ez a múltban, máig szokásban maradó érvénnyel. A faluban tucatnyi műemlék-jellegű ház található.
- A falu fölé csúcsosodó sziklateraszon, romjaiban is impozáns az a középkori erődtemplom-maradvány, melyet a helyi hagyomány huszita templomként tart számon, és leegyszerűsítve, csak mint régi templomot emleget. Az apró, egyhajós, egyenes szentélyzáródású templom egyike a gömöri, korai gótikus falusi templomoknak, melyet a történelem viharai már csak mint romot hagytak ránk. A templom a múlt században fokozatosan háttérbe szorult és egyre fokozódó állagromlása révén az 1982-ben befejezett műemléki helyreállítása már csak a pillanatnyi állapotának konzerválását tette lehetővé. A lucskai erődtemplom azonban így is impozáns, a tájba rendkívül harmonikusan illeszkedő mementója a gömöri középkori falusi templomok körének. Eme templomot gazdag freskódísszel látták el, erről azonban már csak a helybéli idős lakosok emlékei alapján alkothatunk képet. Magát a templomot a 15. század huszita villongásainak idején támpillérekkel tagolt fallal erősítették meg. Délkeleten a falat tömzsi, lőrésekkel ellátott saroktorony szakítja meg. Az egész együttesből csupán a torony maradt fenn szinte teljes épségben, lőrésein kitekintve a völgyben kanyargó út jelentős szakaszát belátjuk. Felejthetetlen látványt nyújt innen „a szépasszonyok szoknyájaként” fodrosodó Ormocska.
- A térséghez tartozó legmagasabb természeti alakzat az 1187 méter magas Csükerész-tető.
- Szép kilátás nyílik a falura a 891 méteres Ergetőről, amely a néhai falusi öregek emlékezete szerint egykoron tűzhányóként működött.
- A Szépkő – ahol a monda szerint valamikor vár állott a tetején, zsiványok kincsrejtegető-tanyája volt – 750 méter magasságban tündöklik.
- A táj „felügyelő” hegytekintélye az észak felől 1221 méterre magasodó Pipítyke.
- Említést érdemel még az Alsóhegy fennsíkján található Álomtó, amelyhez regét is fűzött a néphit. Ez a tó még a második világháborút követően is többhektáros vízfelülettel rendelkezett. Nádasában vadkacsák fészkeltek, s a békák nyári hümmögetésének disszonancia koncertje a faluig behallatszott. Majd a vize – a világháború alatt/után beledobált gránátok felrobbanásának következményeként – fokozatosan elapadt. Az álomszép tókörnyéken szép látványt nyújtanak azok a hatalmas, tölcséralakzatú bemélyedések is – az itteni nyelvhasználatban „töbrök” –, amelyek tulajdonképpen a mészkőhegy-hát felszíne alatt húzódó, máig feltáratlan cseppkőbarlang-rendszer egy-egy termének beszakadt boltívei.